# Sigfried Giedion
Sigfried Giedion (14. dubna 1888, Praha, příslušný do švýcarského Lengnau – 9. dubna 1968, Curych) byl švýcarský historik architektury.

## Životopis
Narodil se v rodině švýcarského textilního průmyslníka Jonase Giediona a jeho manželky, historičky umění Caroliny, rozené Wekckerové. V roce 1913 vystudoval strojní inženýrství ve Vídni, nechtěl se ale povolání svého otce věnovat a vystudoval v letech 1915–1922 dějiny umění na univerzitách v Curychu a Mnichově.
Sigfried Giedion byl žákem Heinricha Wölfflina. Vyučoval na Curyšské univerzitě, na Massachusettském technologickém institutu a na Harvardu. Byl prvním generálním tajemníkem Congrès International d’Architecture Moderne.
V roce 1928 se angažoval v projektu Werkbundsiedlung Neubühl, k jehož představenstvu patřil až do roku 1939. Napsal řadu článků publikovaných v národním i zahraničním tisku. Space, Time & Architecture je historií moderní architektury; v Mechanization Takes Command vytvořil nový typ historiografie.
Oženil se s historičkou umění Carolou Welckerovou. 

## Dílo
- Spätbarocker und romantischer Klassizismus, 1922
- Befreites Wohnen, Zürich : Orell Füssli Verl., 1929
- Space, Time & Architecture : the growth of a new tradition, 1941, také Raum, Zeit, Architektur : d. Entstehung e. neuen Tradition
- Mechanization Takes Command, 1948, také Die Herrschaft der Mechanisierung. Ein Beitrag zur anonymen Geschichte, Frankfurt nad Mohanem: Athenäum 1987
- The Eternal Present, 1964, také Ewige Gegenwart : Ein Beitr. zu Konstanz u. Wechsel, Köln : DuMont Schauberg, 2 svazky, 1964-1965
- Architektur und das Phänomen des Wandels : Die 3 Raumkonzeptionen in d. Architektur, Tübingen : Wasmuth, 1969
- Bauen in Frankreich, Bauen in Eisen, Bauen in Eisenbeton, Berlín : Gebr. Mann, 2000